# Greitspitze
La Greitspitze est une montagne qui s’élève à 2 870 ou 2 871 m d’altitude dans le massif de Samnaun, à la frontière entre l'Autriche et la Suisse.

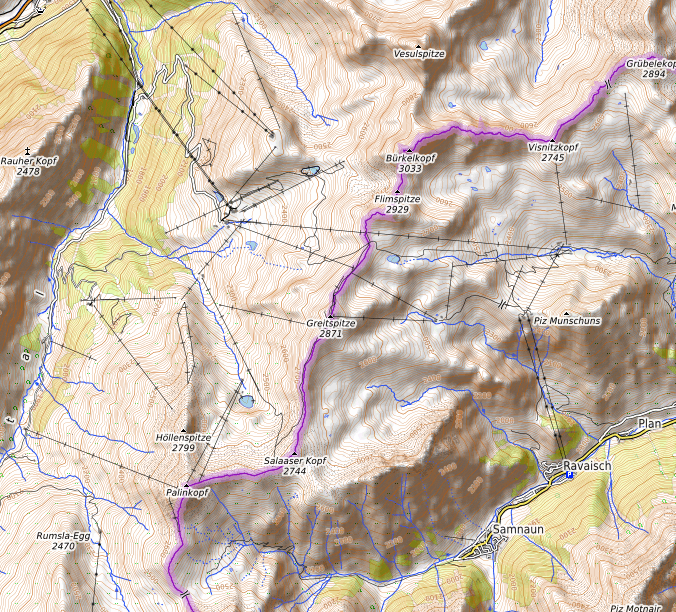
Carte topographique.